# ガリチア・ブコヴィナ出身者の一覧
ガリチア・ブコヴィナ出身者の一覧（ガリチア・ブコヴィナしゅっしんしゃのいちらん）は、
ガリツィア・ブコビナ出身者の一覧。時代は問わない。

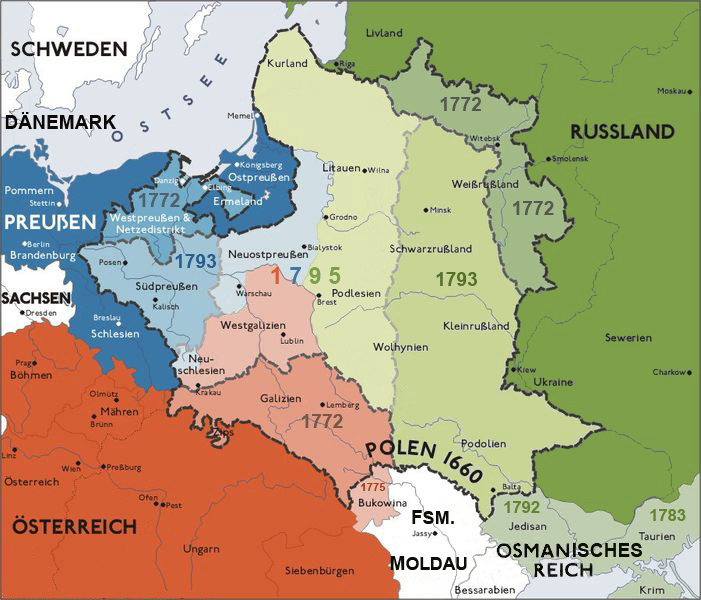
ポーランド分割

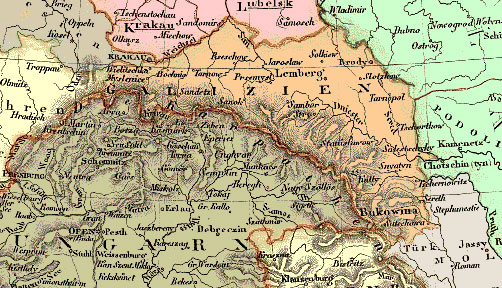
ガリチアとブコヴィナ

## 現在のポーランド出身
- レーオポルト・フォン・ザッハー＝マゾッホ
- リヒャルト・フォン・ミーゼス
- ルートヴィヒ・フォン・ミーゼス
- ヨハネ・パウロ2世 (ローマ教皇)
- カール・メンガー
- メラニー・クライン（在外）

## 現在のウクライナ出身
- シュムエル・アグノン
- ステファン・アスケナーゼ（ピアニスト・ユダヤ系）
- サイモン・ヴィーゼンタール
- ハンス・ケルゼン（在外）
- ボグスワフ・シェッフェル
- カロル・シマノフスキ
- アンジェイ・ズラウスキー
- アードルフ・バラー
- エマーヌエール・フォイアーマン（エマヌエル・フォイアマン）
- マルティン・ブーバー - 宗教哲学者。
- ジークムント・フロイト
- ゾーロモン・ラーポポルト（ソロモン・ラポポルト - ハスカラー先駆者
- スタニスワフ・レム
- ヨーゼフ・ロート
- リー・ストラスバーグ
- ロアルド・ホフマン
- ビリー・ワイルダー
- サロー・ウィットメイア・バロン

## ブコヴィナ
- ゼルマ・メーアバウム＝アイジンガー - ホロコースト犠牲者。
- ローゼ・アウスレンダー - ユダヤ系ドイツ語作家。
- オイゲン・エールリッヒ（エーアリヒ） - 法学者。ユダヤ系。
- エルヴィン・シャルガフ（ハルガフ） - 化学者。デオキシリボ核酸の二重螺旋構造の発見に大きな貢献。ユダヤ系。
- ヨーゼフ・シュミット - テノール歌手・カントル。ユダヤ系。
- パウル・ツェラン - ユダヤ系ドイツ語作家。
- ダン・パギス - イスラエルの作家。
- ヨハン・フォン・ミクリチ＝ラデツキ - 医者。
- トラヤン・ポポヴィチ - 市長。ホロコーストの義人。
- クリーゲル・アリアブ・ルト - イスラエル諜報特務局要員。

## 参考資料、外部リンク
- Lemberg Notable People